# 出雲號裝甲巡洋艦
出雲號装甲巡洋舰是大日本帝國海軍向英國訂購之出雲級裝甲巡洋艦中首舰，得名自日本古代行政區出雲國。出雲號除了參與了二十世紀初日俄海戰，也曾派遣至墨西哥保護因墨西哥革命受到威脅的日僑，並參加第一次世界大戰在北美洲西岸的護航任務，在中文圈她廣為知名的原因是在1930年代一·二八事變起，出雲艦長時間擔任駐中國任務之第三艦隊旗艦；最後在1945年遭美軍炸沉，1947年浮揚解體。

## 簡介
日本在甲午戰爭勝利後從清朝政府手中獲得了巨額賠款，為了善用這些資源，1896年日本政府計畫新一波武力強化計畫；海軍的強化方案稱為六六艦隊（戰艦6艘、裝甲巡洋艦6艘），由於當時日本國內尚無生產大型戰艦的工業能量，因此日本向利用這筆款項向英國訂製多艘戰艦，出雲號為其中之一。它國的巡洋艦設計思維不同，出雲號的設計目標並非作為通商破交或是殖民地巡邏，而是作為艦隊決戰時的偵查艦設計，因此與它國的巡洋艦相比，出雲號在速度和火力並無優勢，但是防禦能力則是優於它國巡洋艦。出雲號於1897年9月24日簽訂造艦合約，1898年5月14日開工、同年9月19日下水；日本方面的接艦軍官是1899年9月29日赴任的井上敏夫上校；1900年9月25日出雲艦完工，10月2日離開英國返回日本；12月8日抵達橫須賀歸國服役，艦內神社祀奉的神祇為櫛名田比賣，在1904年爆發的日俄戰爭成為日本帝國海軍的作戰主力。
出雲艦的動力為兩部直立式四汽缸三脹往復式蒸汽機，每部蒸汽機連結一軸。提供蒸汽機動力的來源為專燒燃煤型號的貝爾維爾式水管鍋爐，艦上最初設計時可裝載1,527長噸（1,551公噸）煤炭。蒸汽機的動力設計輸出為14,500匹軸馬力，出雲艦的理論極速為20.75節，但海試時曾締造21.74節之成績。續航力則是可以以10節航速續航7,000海浬。
出雲艦的主武裝與同時訂購的六六艦隊裝甲巡洋艦相同，皆為英國製造EOC 8英吋艦炮。副炮則為6英吋速射艦炮，副炮炮座都設有炮盾保護炮手。反驅逐艦與魚雷艇的小口徑速射炮則是12磅速射艦炮與哈契開斯3磅速射炮。除了火炮，出雲艦也依循當時的設計主流，在吃水線下裝設左右各兩管，合計4具之固定式魚雷管。
第一次世界大戰結束後隔年，帝國海軍為了慶祝遣歐艦隊返國與戰勝紀念，舉辦了海上閱兵（御親閲式），出雲艦作為該次閱兵大正天皇座艦（御召艦）。
1921年9月1日，出雲艦已屬於舊型艦艇，因此編階從「一等巡洋艦」變更為「一等海防艦」，海軍兵學校訓練艦運用任務，出雲艦在變更為海防艦期間進行6次遠洋航行；並在1922年遠洋航行期間參與巴西獨立100周年的海上觀艦式。
海防艦期間，出雲艦仍持續在拆修更換艦內設備；1924年時拆掉4門12磅炮，更換為可對空的三年式8公分高射炮；1930-1931年入塢維修時拆掉了魚雷發射管與艙面甲板上的6英吋副炮；出雲號在1932年2月2日回歸戰列，因一二八事變日本帝國海軍編組第三艦隊，出雲艦擔任艦隊旗艦，2月8日開抵上海，隨後就一直擔任第三艦隊旗艦，大部分時間常駐中國。1934年改裝增設九O式二號水上偵察機操作設備；1935年出雲艦維修時拆掉所有鍋爐，更換為6座油煤混燒設計之ロ號艦政本部式水管鍋爐，該次改裝後出雲號輸出功率僅剩7,000匹馬力、極速降低至16節，搭載的燃料變成1,428噸燃煤、329噸重油，增加燃料攜帶量的出雲號滿載噸位增加至10,864公噸。
出雲號在抗日戰爭期間多次遭受中華民國海空軍攻擊，但是並未受損，中方過往的政治文宣則聲稱成功給予出雲號重創。日軍紀錄也顯示出雲號在1941年開抵菲律賓林加延灣掩護日軍登陸，並在當地觸雷，1942年2月在香港維修，1943年底返國。
1943年後，出雲號在瀨戶內海作為訓練艦使用，1945年3月19日美軍戰機空襲江田島市；危機感大增的帝國海軍將出雲號上的主炮及大部分副炮拆除，空餘空間大幅度強化防空火力。但這作為並沒有挽救出雲號，在1945年7月24日吳港空襲之際挨了3枚至近彈，但沒有在當天沉船；炸彈造成了船體裂縫使出雲號艦內大量浸水坐底，最後因失去平衡導致船體翻覆沉沒，3人死亡。1947年浮起解體。
此艦的名稱日後於2015年由海上自衛隊的出雲級直升機護衛艦首艦出雲號護衛艦繼承，是當前海上自衛隊最大型的船艦。

## 戰史
- 1900年9月25日：完工
- 1904年8月14日：參加蔚山海戰
- 1905年5月27日～28日：參加對馬海峽海戰
- 年月不詳：第一次世界大戰時由美國借用
- 年月不詳：特派到地中海
- 1921年9月1日：成為一等巡洋艦
- 1931年5月30日：成為海防艦
- 1937年7月7日：成為第三艦隊旗艦
- 1937年8月14日：被中國魚雷快艇攻擊（與河流砲艇一同擊退）
- 1943年：訓練用
- 1945年7月24日：盟軍美軍對瀨戶內海和吳市的攻擊中被擊沉
- 1945年11月20日：除籍

## 画集

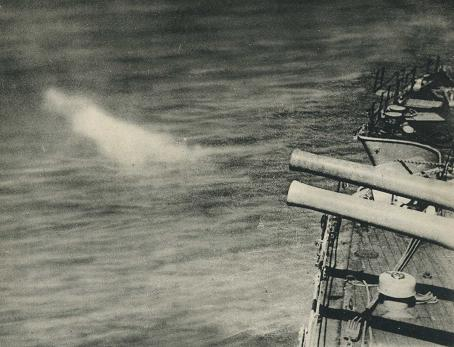
正在開火的出雲號
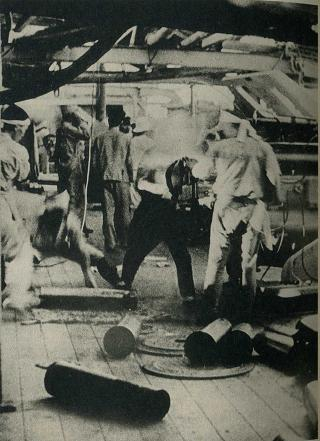
出雲號的內部
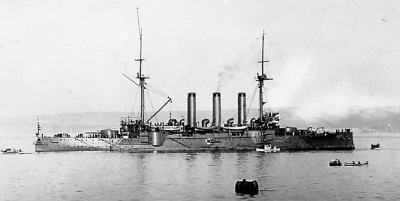
1902年
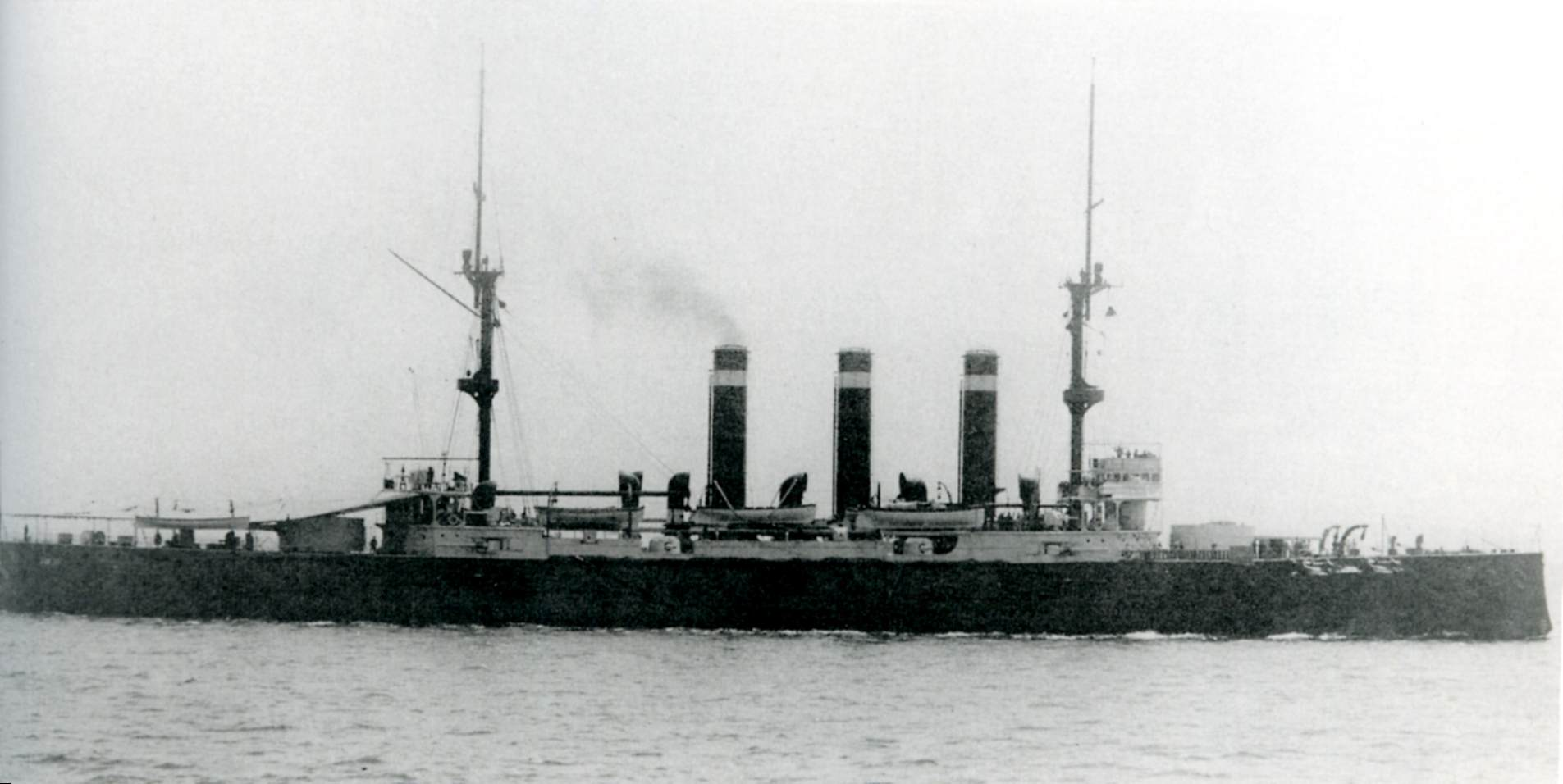
在神戶，1903年
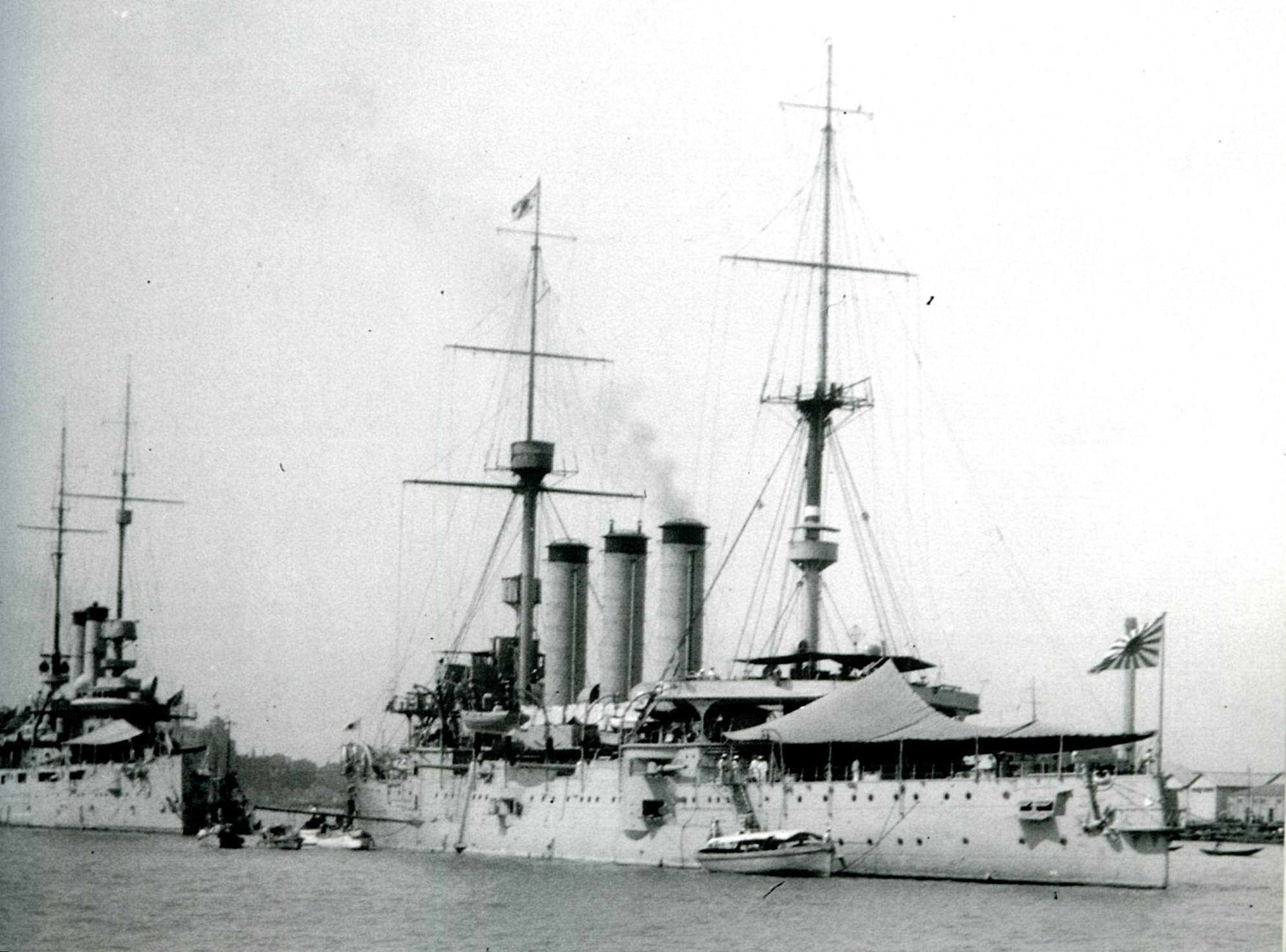
在上海，1932年
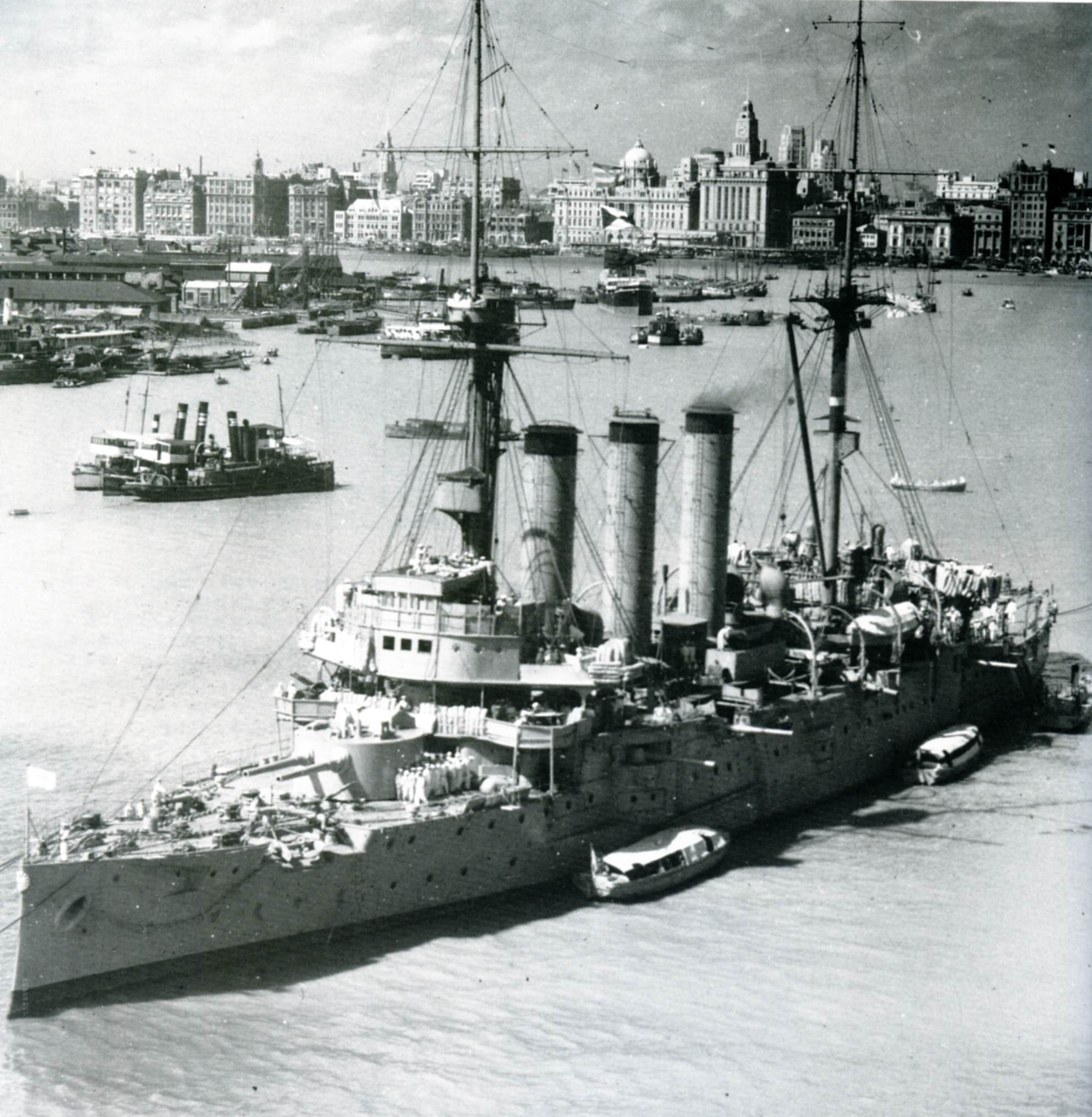
在上海，1937年
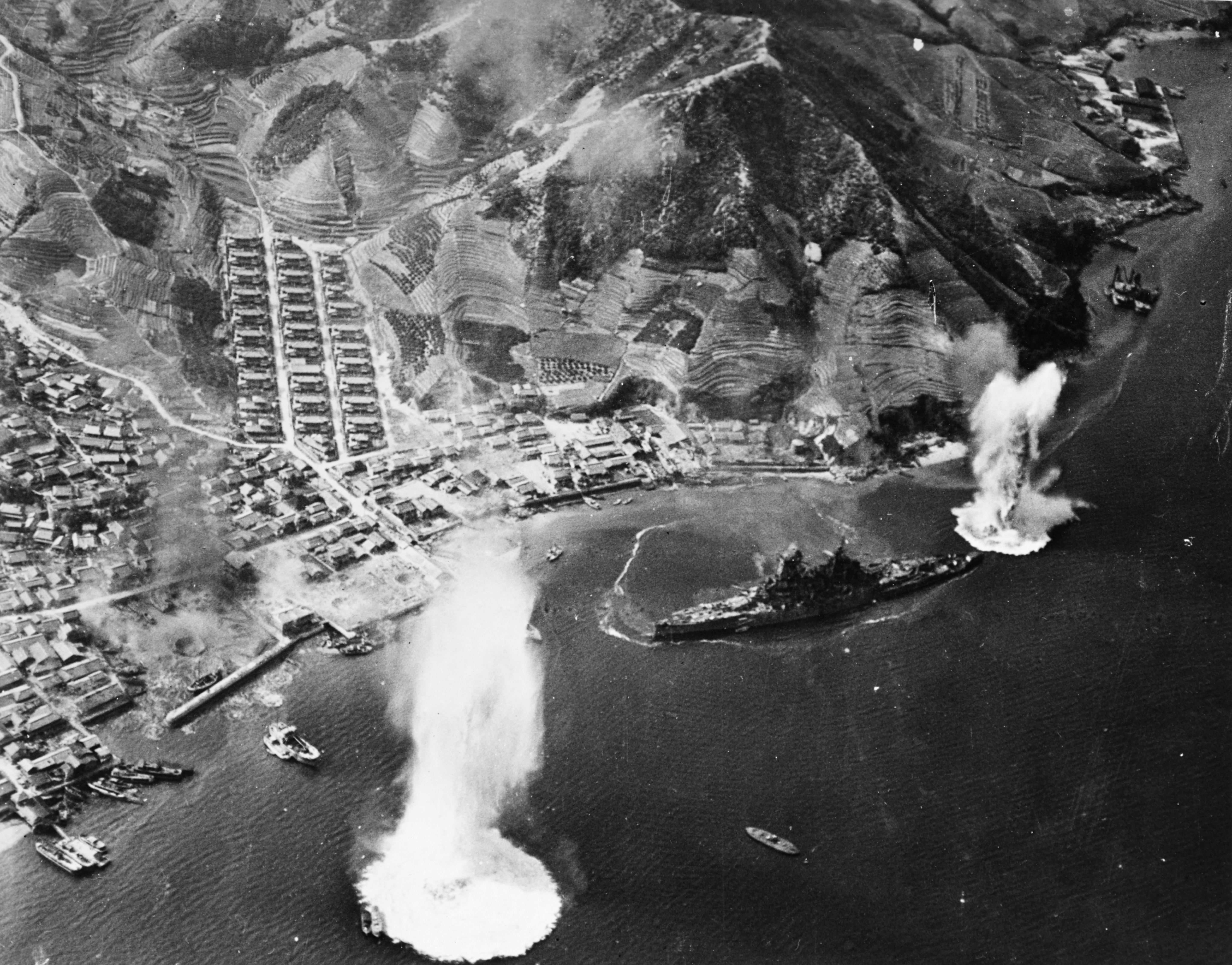
吳港空襲，1945年7月